# 自然ワンダフル
『自然ワンダフル』（しぜんワンダフル）は、1982年4月7日から1983年3月27日まで、テレビ東京系列で放送されたテレビ東京製作の教養番組、ドキュメンタリー番組である。1983年4月3日から同年9月25日までは『自然ワンダフルII』（しぜんワンダフル・ツー）として放送された。

## 概要
自然の営みについて、その自然の中の動物たちを主役として構成、製作されたドキュメンタリー。動物の生態の中から「保護色」「渡り」など約50の習性を採り上げ、それら動物・植物について特殊撮影などを駆使して毎回調査を行い、その驚異の世界と謎を解説する教養番組だった。
番組の後半には『野鳥便り』などのコーナーがあった。
日本動物愛護協会優秀賞、1982年7月クール期間奨励賞を受賞している。

## 番組立ち上げの経緯
本番組を立ち上げた一人であるJPLプロデューサーの中坪禮治は、当時日本鳥類保護連盟専務理事。元NHK自然番組担当チーフディレクターで、本番組スタート前年の1981年11月にNHKを退職、番組制作会社JPLを設立。NHK時代は『自然のアルバム』を始めとする多くの自然教養番組を手掛けた。しかしNHK時代は、自然や生物の生態の撮影が学説・手本通りにいかなかった場合は、あくまで「野生の生物ではなかなかうまくいかないので、人工のもので説明する」として、視聴者の理解を助けるために必要なトリックと納得して人工の生物も用いていたことを中坪自ら告白した上で、「これからはビデオの時代。自然相手とは言えども、偽りの無い映像の裏側を知ってもらわなければいけなく、誤りを繰り返すようになっては困ることを反省や懺悔を込めて」といったことが本番組立ち上げのきっかけの一つであるとしている。本番組立ち上げのための同好者募集の記事を新聞に載せたところ、ひと月足らずで100人以上の同好者が集まったという。本番組は、「NHK時代とは違う視点で、あくまで自然をそのまま採り、徹底的にありのままを見せる」という方針で製作、そして人工飼育の生物などを使用するときには必ず番組中に断りを入れるようにしていた。

## 放送時間
放送時間はいずれもJST。
- 水曜日 19:00 - 19:30 （1982年4月7日 - 1982年6月30日）
- 日曜日 9:00 - 9:30 （1982年7月4日 - 1982年9月26日）
- 日曜日 18:30 - 19:00 （1982年10月3日 - 1983年3月27日）
- 日曜日 11:30 - 12:00 （「II」、1983年4月3日 - 1983年9月25日）

## 出演者
- 大野香菜 （1982年4月〜9月）
- 山本百合子 （1982年10月以降）
- 矢島稔 （ナチュラリストコミュニティ、語り）
- 柳沢紀夫 （ナチュラリストコミュニティ、「野鳥便り」コーナー語り）

## テーマ曲
- オープニング：久保田早紀『地球はコンサートホール』（作詞：山川啓介、作曲：福田和禾子）
- エンディング：久保田早紀『ねがい』（作詞：山川啓介、作曲：久保田早紀）

## スタッフ
- 企画：東急エージェンシー、JPL
- 監修：日本鳥獣保護連盟
- 協力：富士写真フイルム株式会社
- 音楽：福田和禾子
- 演奏：新音楽協会
- 撮影：有馬光範
- 技術：高瀬正明
- 演出：釘宮秀介、田中春郎
- プロデューサー：河井昭（テレビ東京）[3]、中坪禮治（JPL）
- 製作：テレビ東京、JPL

## ネット局
- テレビ東京（製作局）
- テレビ大阪
- テレビ愛知
- 新潟放送-土曜日朝7時から放送。